# Martin Kwaku Adjei-Mensah Korsah
 (juin 2023).
Martin Kwaku Adjei-Mensah Korsah, né le 12 avril 1978 à Techiman, est un homme politique ghanéen membre du Nouveau Parti patriotique. 
Député représentant la circonscription de Techiman South (en) (région de Bono East (en)),,. Il est actuellement vice-ministre de l'administration locale, de la décentralisation et du développement rural,.

## Origine et éducation
Martin Kwaku Adjei-Mensah Korsah est originaire de Techiman dans la région de Bono East. En 1998, il obtient son SSSCE (Secondary School Certificate Examination) où il a étudié le gouvernement, l'histoire et les études religieuses chrétiennes. Il obtient son baccalauréat ès arts en sciences politiques en 2005 de l'Université du Ghana[réf. nécessaire], et sa maîtrise en politique et relations internationales en 2007[réf. nécessaire].

## Carrière
Korsah est membre du NPP, député de la circonscription de Techiman South dans la région de Bono East. Lors des élections générales de 2020 au Ghana, il remporte le siège parlementaire avec un total de 49 682 voix, ce qui représente 50,24 % des suffrages exprimés. Son adversaire parlementaire, Christopher Beyere Baasongti du NDC, a quant à lui obtenu 49 205 voix, soit 49,76 % du total des suffrages exprimés,.Il a été nommé sous-ministre de l'Administration locale, de la Décentralisation et du Développement rural,.
Au parlement, il est membre du comité des affaires étrangères,.